# Anrosey
Anrosey település Franciaországban, Haute-Marne megyében. Lakosainak száma 125 fő (2022. január 1.). Anrosey Fayl-Billot, Guyonvelle, Laferté-sur-Amance, Maizières-sur-Amance, Pierremont-sur-Amance, Soyers, Arbigny-sous-Varennes, Bize, Champigny-sous-Varennes és Chézeaux községekkel határos.

## Népesség
A település népességének változása:
| Lakosok száma | 254  | 164  | 153  | 166  | 139  | 126  | 121  | 124  | 125  | 125  |
|               | 1968 | 1982 | 1990 | 2006 | 2013 | 2015 | 2017 | 2019 | 2020 | 2022 |